# ぼくたちの卒業
『ぼくたちの卒業』（ぼくたちのそつぎょう）は、宮脇ゆきのによる日本の漫画作品。
当項目では単行本に同時収録された「君に”好き”をあげる」「青空のドリーマー」についても記述する。

## 概要
ぼくたちの卒業
宮脇ゆきの第6の単行本のタイトルとなった当作品は、バスケットボールを題材としており、『ちゃお』（小学館）にて1996年10月号から1997年3月号まで掲載された。廃校が迫る学校で、すでに廃部となった女子バスケ部の生徒が復活を夢見て男子との関係を綴る作品である。
また、番外編として「ぼくたちの片想い」が『ちゃおデラックス』（同）1997年春の増刊号に掲載されている。
君に”好き”をあげる
『ちゃおデラックス』1992年初夏大増刊号に収録。『ぼくたちの卒業』単行本第1巻に再掲。ファーストフード店でアルバイトする少女が、ある日客の少年に告白を迫られる。そのふたりの関係を綴った作品である。
青空のドリーマー
『ちゃおデラックス』1996年夏の増刊号に収録。『ぼくたちの卒業』単行本第2巻に再掲。棒高跳を題材とした作品で、陸上部所属の少年とその取材を行う新聞部の少女との関係を綴った作品である。なお、作品取材として埼玉県立八潮高等学校陸上部に宮脇自身が取材を行い、単行本にレポートが収録されている。

## 登場人物

### ぼくたちの卒業
仲村 遥（なかむら はるか）
主人公。瀬谷東中学校2年生。バスケットボールが好きだが、同中学校には女子バスケットボール部が廃部となり、男子バスケットボール部のマネージャーをしている。少子化の影響か、生徒数が減少しているため瀬谷東中の廃校が決定してしまい、生徒が離ればなれになる前に、女子バスケットボール部を復活しようと夢見ている。
松浦 港（まつうら みなと）
遥のバスケットボール仲間。瀬谷東中のバスケ部のエースで、北海道遠征に選ばれる等中心的存在に位置する。その後バスケットボールの名門校である愛知県の進明学園からスカウトを受け同校の練習に参加した。
宮原 伸子（みやはら のぶこ）
遥の幼馴染み。私立中学に進学させるためにバスケットボールをやめさせられ、私立中学受験に失敗し瀬谷東中に入学するが、その背景に両親の不仲が原因で息の詰まる家庭環境にあった。瀬谷中ではバスケを半ば封印するかのように勉強に励んでいたが、ストレス発散のためにバスケを再開する。
若月 泉水（わかつき いずみ）
瀬谷東中学校教諭。音楽担当。瀬谷東中は若月の母校であり、中学時代は当時バスケのエースであった高遠淳との遠足のツーショットの写真が原因で周囲からからかわれることがしばしばあった。音楽が優秀で、楽譜を見るだけで演奏が可能な曲が多い。しかしスポーツは苦手でしばしば他者の足を引っ張っていた。
高遠 淳（たかとお じゅん）
番外編に登場。当時バスケットボールのエースで顔は港とそっくりである。ゴールの成功率も高く、通算800本目のゴールから数日後に1,000本目のゴールを達成しようとした。しかし泉水との関係で周囲から誤解され続ける日々が続きある日、横断歩道で泉水が声をかけて立ち止まった際にトラックにはねられて死亡した。
片桐（かたぎり）
進明学園バスケ部コーチ。港の能力を期待し、同学園へのスカウトを行った。

### 君に”好き”をあげる
かすみ
主人公。「ヨッテリア」というファーストフード店でバイトをする高校1年生。ある日客である吉武に突如告白を迫られ、その後待ち伏せされる等執拗に追いかけられ、名前を聞かれた際、「吉田ホカ子」という偽名を名乗りつきあったりする。
吉武 弘貴（よしたけ ひろたか）
M高校サッカー部所属。ある日ヨッテリアの店員であるかすみに一目惚れし、以降執拗につきまとう。サッカーでシュートを決めた際の気分は最高でその反面努力家であり、かすみの笑顔を見せたいためにシュートの練習を続けている。
野々村（ののむら）
かすみの好きな男子。席が近くなったり委員会が同じだったり等、相性が良く合っていたが同僚にからかわれたことが原因で他の女子につきあい始めてしまった。

### 青空のドリーマー
牧村 羊子（まきむら ようこ）
主人公。埼玉県立八代（やしろ）高等学校、新聞部所属。陸上部の裕樹にあこがれ告白しようとするが、近々北海道に転校することが決まっている。告白のために偽イニシャルで裕樹の下駄箱にプレゼントを贈ったりしている。
高岡 裕樹（たかおか ひろき）
八代高校陸上部所属。棒高跳びのエースでインターハイ出場実績を持つ。羊子とはかねてから中がよいが棒高跳びに集中し緊張すると言葉が出ず羊子のことを「ひつじ」と読んでしまう。一時期は絶不調であったが、インターハイで新記録を更新しスポーツ紙の取材を受ける。